# مجلس كردستان

شعار مجلس كردستان

مجلس كردستان (بالكردية: بەرەی کوردستانی) هو مجلس تكون من 8 أحزاب في كردستان العراق بتاريخ 2 مايو 1988 بالتزامن مع حملة الأنفال التي شنها النظام العراقي ضد المناطق الكردية في شمال العراق.
الأحزاب هي:
1. الاتحاد الوطني الكردستاني
2. الحزب الديمقراطي الكردستاني
3. الحزب الاشتراكي الديمقراطي الكردستاني
4. پاسۆک
5. حزب كادحي كردستان
6. پارتی گەل
7. الحزب الشيوعي الكردستاني – العراق
8. الحركة الديمقراطية الآشورية